# Leave Out All the Rest
Leave Out All the Rest is een nummer van de Amerikaanse alternatieve-rockgroep Linkin Park. Het is geschreven tussen juli en november 2008 door Chester Bennington en Mike Shinoda en geproduceerd door Shinoda en Rick Rubin voor het derde studioalbum Minutes to Midnight, dat op 12 mei 2007 uitkwam. Het werd tussen juli en oktober 2008 uitgebracht als de vijfde en laatste single van het album.

## Achtergrondinformatie
Het nummer werd tussen juni 2006 en januari 2007 geschreven in The Mansion in Los Angeles, Californië. Het instrumentale gedeelte van het nummer was snel in stand gebracht, de band had echter meer problemen met de songtekst waarvoor er meer dan dertig variaties gebruikt zijn om tot de huidige albumversie te komen. Het nummer was een van de nummers waar producent en schrijver Mike Shinoda zich persoonlijk verbonden voelde. Hij beschreef coproducent Rick Rubin als een persoon die hoge standaarden had maar toch het nummer meteen als een enorme single voelde klinken. Dit moedigde de band volgens Shinoda aan om extra tijd in de teksten te steken. Een demoversie van het nummer, dat tijdens als werktitels Fear en When My Times Comes had, is te horen in de The Making of Minutes to Midnight. Bij de officiële bekendmaking van tracklist van het album, was de titel nog onzeker en stond het aangegeven als Leave Out All the Rest/When My Time Comes. Leave Out All the Rest was ook een van de kandidaten om de albumtitel te worden.
Er zijn vijf versies bekend. In 2009 werd op de jaarlijkse fanclub-ep LP Underground 9: Demos de demo Fear vrijgegeven waar Shinoda de vocalen voor zijn rekening nam. Deze versie bevat andere songteksten en de brug bevat alleen "na na" geluiden. Daarnaast bestaat de albumversie, de singleversie, de L.O.A.T.R.-remix door Shinoda die op de ep staat en een akoestische versie met Shinoda als gitaarbegeleiding die tijdens de Linkin Park Underground bijeenkomst in Londen gespeeld werd.
De singlecover bestaat voor het eerst uit de bandleden. Op de foto, geschoten tijdens de opnames van de videoclip, vormt de band een driehoek met leadzanger Chester Bennington vooraan. Boven de groep bevindt zich onweer, wat te zien is aan een horizontale bliksemschicht. De wolken zijn geaccentueerd door de kleuren rood en blauw. De achtercover bestaat uit dezelfde foto, alleen met het ruimteschip op de achtergrond. De binnencover bevat deze foto ook, maar in een ingezoomde versie. Daarnaast is er een afbeelding van Dave "Phoenix" Farrell, die doet alsof hij slaapt in zijn capsule. De promotie-cd bevat enkel een promotiefoto dat in de aanloop naar de verschijning van Minutes to Midnight werd opgenomen met de naam van de band in de vorm van de Minutes to Midnight tijdperk met daaronder de titelnaam.

## Release
Op 21 maart 2008 werd in een interview aangekondigd dat het nummer als vijfde en laatste single zou worden uitgebracht. De releasedatum varieerde van 14 juli 2008 in het Verenigd Koninkrijk en 21 juli 2008 in de Verenigde Staten tot 26 november 2008 in Japan. Voor de radio werd het nummer in de Verenigde Staten echter pas op 25 augustus 2008 vrijgegeven. Alle singles bevatten de singleversie van Leave Out All the Rest, dat vijf seconden eerder klokt dan de albumversie. Daarnaast werden, afhankelijk van de uitgave, de albumversie, de videoclip en live-uitvoeringen van In Pieces en Leave Out All the Rest toegevoegd, die opgenomen waren tijdens Projekt Revolution. Voor de Japanse versie maakte Shinoda een door techno beïnvloede remix van het nummer.

## Compositie en tekst
Het nummer begint met snaarsamples en een elektrische piano-intro, waarna het eerste couplet begint. Het refrein bestaat uit krachtig gezang ondersteund door rauwe gitaren en de drums. Het laatste refrein is identiek aan de vorige refreinen, met als verschil dat er een extra elektrische gitaar bij komt die elke twee maten extra distortion speelt. Het nummer kan als beste beschreven worden als een door poprock beïnvloede ballad, dat op Easier to Run, afkomstig van Meteora, lijkt. Op de albumversie is tegen het einde aan het geluid van pratende mensen op de achtergrond te horen. Dit is de inleiding naar het volgende nummer Bleed It Out. Op deze singleversie is de intro eruit gelaten.
Het nummer gaat over een persoon die in het verleden verkeerde keuzes heeft gemaakt tot onvrede van anderen en nu bang is om in de vergetelheid te raken. Het nummer is een bekentenis, waarschijnlijk naar een vriend of een geliefde toe, en een poging tot verlossing. De persoon wil herinnerd worden als een goed persoon na diens dood.

## Videoclip
Op 21 maart 2008 kondigde Shinoda de singleversie van het nummer aan tijdens de opnames van de videoclip. De clip zou, in tegenstelling tot de eerdere singles van Minutes to Midnight (op Given Up na), niet geregisseerd worden door bandlid Joseph Hahn. De concepten die de band van andere regisseurs kregen, hadden volgens de band geen connectie met het nummer. Hahn e-mailde de band met een nieuw concept, dat de band meteen goed vond. De videoclip is een weerspiegeling van de dagelijkse levens van de bandleden wanneer zij in de ruimte zouden leven. Zij wonen in een kunstmatige habitat die reist door het heelal. Ze zijn bezig met de alledaagse taken wanneer de zwaartekracht wegtrekt. In de videoclip treedt de band niet op, hoewel Bennington wel zingend te zien is. "We zijn verkenners in de ruimte, net als wij op toer zijn. We laten onze thuisleven achter ons en volgens mij heeft dat te maken met de titel Leave Out All the Rest. We moeten dingen achter ons laten om betere dingen te doen," aldus Hahn. De videoclip is geïnspireerd door de film Sunshine.
De videoclip zou op 2 juni 2008 in première gaan, maar was 31 mei al te zien op de website van TMF. Binnen drie dagen was de clip al 30.000 keer bekeken op de website. Op YouTube was de videoclip al 9.2 miljoen keer bekeken, tot platenlabel Warner de website bevel gaf alle Warner-video's te verwijderen.

## Tracklist
Alle muziek en teksten zijn geschreven door Linkin Park. 
| Nr. | Titel                                      | Duur  |
| --- | ------------------------------------------ | ----- |
| 1.  | Leave Out All the Rest (Single Version)    | 03:19 |
| 2.  | In Pieces (Live in Washington DC 19/08/07) | 03:47 |

| Nr. | Titel                  | Duur  |
| --- | ---------------------- | ----- |
| 1.  | Leave Out All the Rest | 03:19 |

| Nr. | Titel                                             | Duur  |
| --- | ------------------------------------------------- | ----- |
| 1.  | Leave Out All the Rest (Single Version)           | 03:19 |
| 2.  | In Pieces (Live in Washington DC 19/08/07)        | 03:47 |
| 3.  | Leave Out All the Rest (Live in Detroit 22/08/07) | 03:26 |

| Nr. | Titel                                             | Duur  |
| --- | ------------------------------------------------- | ----- |
| 1.  | Leave Out All the Rest (Single Version)           | 03:19 |
| 2.  | In Pieces (Live in Washington DC 19/08/07)        | 03:47 |
| 3.  | Leave Out All the Rest (Live in Detroit 22/08/07) | 03:26 |
| 4.  | Leave Out All the Rest (Video)                    | 03:25 |

## Commercieel ontvangst
In de week dat het album in de Verenigde Staten werd uitgebracht, debuteerde het nummer op basis van downloads op de 98ste positie, terwijl de verschijningsdatum van de single nog niet vaststond en pas maanden later zou plaatsvinden. Nadat het nummer was uitgekomen, debuteerde het op de 35ste plaats in de Amerikaanse Billboard Modern Rock Tracks en piekte het op de elfde positie. In Nederland kwam het nummer tot de vijfde positie in de tipparade, maar behaalde de Nederlandse Top 40 niet. De soundtrack van de film Twilight, die het in de Verenigde Staten tot de eerste plaats schopte, gaf het nummer een extra duw omhoog, waardoor het op de 99ste positie in de Billboard Hot 100 binnenkwam en ook andere Billboard-lijsten haalde. De week erna verdween het nummer weer uit de lijst, om de daaropvolgende lijst op de 94ste positie terug te keren. Mede door de soundtrack behaalde het nummer de gouden status in de Verenigde Staten. In Portugal bereikte de single de derde positie, de hoogste positie van de band in Portugal.

## Leave Out All the Rest EP
In Japan werd de single samen met een kleine ep uitgebracht, met daar de liveversie en diens videoclip, de radioversie en diens videoclip en de remix.

### Tracklist
Alle muziek en teksten zijn geschreven door Linkin Park. 
| Nr. | Titel                                                       | Duur  |
| --- | ----------------------------------------------------------- | ----- |
| 1.  | Leave Out All the Rest (Single Version)                     | 03:19 |
| 2.  | Leave Out All the Rest (Live in Detroit 22/08/07)           | 03:26 |
| 3.  | L.O.A.T.R. (M. Shinoda Remix)                               | 03:46 |
| 4.  | Leave Out All the Rest (Video)                              | 03:25 |
| 5.  | Leave Out All the Rest (Live from Road to Revolution video) | 03:27 |

## Verschijningen in de popcultuur
Het nummer staat op de soundtrack van de film Twilight uit 2008, gecompileerd door music supervisor Alexandra Patsavas, geholpen door de schrijver van de roman Twilight Stephenie Meyer. Zij werd tijdens het schrijven beïnvloed door de artiesten op die nu op de soundtrack staan en koos daarom nummers van deze artiesten, waaronder Linkin Park. De soundtrack behaalde de eerste positie in de Amerikaanse Billboard 200 en bereikte de platina status. Het nummer is in een ingekorte versie als tweede nummer te horen gedurende de eindkredieten. Een liveversie van dit nummer werd ook naar de radiostations gebruikt ter promotie van de live-cd/dvd Road to Revolution: Live at Milton Keynes. Ook is er een aflevering uit de Amerikaanse misdaadserie CSI naar de single vernoemd. Door de aflevering door, zijn er elementen van het nummer te horen alsmede stukjes uit de coupletten en het refrein.

## Milton Keynes-versie
Ter promotie van hun derde livealbum Road to Revolution: Live at Milton Keynes, werd een live-versie naar de Amerikaanse radiostations gestuurd. Deze versie, opgenomen op 29 juni 2008 in de National Bowl in Milton Keynes, Londen, Verenigd Koninkrijk, werd ook als download uitgebracht. Hij kwam uit op 3 november 2008. Als B-kant werd de single-edit van de originele studioversie, afkomstig van het album Minutes to Midnight, gebruikt. In december was het nummer gratis te downloaden op de officiële website van de band.

## Tracklist
Alle muziek en teksten zijn geschreven door Linkin Park. 
| Nr. | Titel                                                                  | Duur  |
| --- | ---------------------------------------------------------------------- | ----- |
| 1.  | Leave Out All the Rest (Live Album Version Edit/Live at Milton Keynes) | 03:27 |
| 2.  | Leave Out All the Rest (Single Version)                                | 03:19 |

## Videoclip
De videoclip bestaat uit de opname van het optredens tijdens het concert in de National Bowl in Milton Keynes. Het is geproduceerd door Emer Patten en Rob McDermott en geregisseerd door Blue Leach.
Emily Armstrong · Chester Bennington · Rob Bourdon · Colin Brittain · Brad Delson 
Dave Farrell · Joe Hahn · Scott Koziol · Mike Shinoda · Mark Wakefield